# 塔爾-伊蘭迪爾
塔爾-伊蘭迪爾（Tar-Elendil），是英國作家約翰·羅納德·瑞爾·托爾金（J.R.R. Tolkien）的史詩式奇幻小說《精靈寶鑽》中的虛構人物。
他是努曼諾爾帝國（Númenor）第四任皇帝，在位時期發生皇位繼承問題。

## 名字
伊蘭迪爾（Elendil）一名是昆雅語，意思是「星辰愛人」Star-lover 或「精靈之友」Elf-friend。「塔爾」（Tar）是努曼諾爾皇帝加在自己封號前的字根，有着「高的、高貴的」的意思。
塔爾-伊蘭迪爾的別號是帕麥特（Parmaitë），意思為「書手」Book-handed。

## 總覽
塔爾-伊蘭迪爾是努曼諾爾人（Númenórean），為第三任皇帝塔爾-阿門迪爾（Tar-Amandil）的長子和繼承人。他的兄弟姊妹是伊雅仁督爾（Eärendur）與馬理安（Mairen）。伊蘭迪爾有三名子女，希爾瑪瑞恩（Silmariën）、伊西迷（Isilmë）和獨子埃爾芒（Írimon）。
伊蘭迪爾是第四任努曼諾爾皇帝，治下島民繼續享受長期昇平穩定。他從父親繼承了寶劍阿蘭路斯（Aranrúth），這把劍只傳承於歷代皇帝之間，是努曼諾爾皇帝的權力象徵。
由於努曼諾爾繼承法不准許女性繼位，故伊蘭迪爾之長女希爾瑪瑞恩不能繼承皇權，由她的弟弟埃爾芒接任。不過伊蘭迪爾後來封了他長女的兒子瓦蘭迪爾（Valandil）為安督奈伊領主（Lord of Andúnië）。安督奈伊領主家系成為日後中土流亡登丹人（Dúnedain）王國的統治王室，故此塔爾-伊蘭迪爾是剛鐸及亞爾諾君王的直系祖先。
伊蘭迪爾是一位博學大師，他亦把祖父瓦達馬（Vardamir）搜集的傳說和故事集冊成書，為他嬴得「書手」的稱號。他生於第二紀元350年，在751年去世，享年401歲。

## 生平
伊蘭迪爾在第二紀元350年生於努曼諾爾島上。他在590年從父親手上接過皇權，開始統治努曼諾爾。期間他立埃爾芒為繼承人，並同時設立了安督奈伊領主的封號。他將努曼諾爾的傳國寶物巴拉漢之戒（Ring of Barahir）贈予他的長女，可能是象徵她有繼承皇位的權利。
對外方面，他統治時努曼諾爾人開始與中土大陸（Middle-Earth）重新聯絡。600年，皇帝的艦隊司令凡安圖（Vëantur）乘船出航，是努曼諾爾人中首位返回中土。他抵達米斯龍德（Mithlond），與吉爾加拉德（Gil-galad）的精靈王國重新建交。
740年，他自願讓位給他的兒子埃爾芒，結束150年統治，十一年後伊蘭迪爾逝世。

## 資料來源
1. 1 2 3 4 5 6  《未完成的故事》 "Aldarion and Erendis" P.268及270
2. 1 2 3 4  《未完成的故事》 "A Description of Númenor" P.221
3. ↑  《精靈寶鑽》 2002年 聯經初版翻譯 《努曼諾爾淪亡史》
4. 1 2  《未完成的故事》 1998年 HarperCollins出版 "The Line of Elros" P.282

| 前任： 塔爾-阿曼迪爾 | 努曼諾爾帝國皇帝 | 繼任： 塔爾-曼奈德 |